# Nàutic Almatà
Nàutic Almatà és un càmping i un paratge del terme municipal de Castelló d'Empúries a la comarca de l'Alt Empordà, integrat dins del Parc Natural dels Aiguamolls de l'Empordà a Catalunya. El nom prové del Mas del Matar (o del Matà) a tocar del càmping que a la seva creació el 1971 va inspirar el nom de l'equipament. Aviat, després de la transició, la recerca d'un equilibri entre interessos econòmics i interessos ecologics i paisagístics va quedar el tema d'un debat, protestes i querelles, encara no acabat, tot i que un projecte gigantesc de crear un llarg «Port Llevant» que hauria urbanitzat tota la zona sembla definitivament abandonat.
A peu, s'hi pot accedir pel sender de gran recorregut GR 92 que el travessa.
En vehicle s'hi accedeix a través de la carretera GIV-6216, entre el quilòmetre 11 i el 12. Aquest accés també permet arribar al Mas del Matar (o del Matà)

## Història
El Nàutic Almatà es va construir a l'albor de la promoció a nivell internacional de la Costa Brava com a destinació turística. Originàriament els límits del càmping eren el rec de Cap de Terme, el rec Sirvent, el rec del Molí i els Arrossars del Matar al costat de la Bassa del Matar. Posteriorment es va expandir fins a tocar la platja de Can Comes, entre l'estany La Llarga i el canal de la Llauna en la seva confluència amb el riu Fluvià, que delimita en aquest punt amb el terme municipal de Sant Pere Pescador.
La història del Nàutic Almatà ha estat marcada des dels seus inicis pel fenomen de les transformacions urbanes desenvolupades en el seu entorn més proper, i per la reacció suscitada entre grups ecologistes que pretenien preservar els aiguamolls empordanesos. El 1964 va ser promoguda la construcció d'una marina residencial (Empuriabrava) prop de la desembocadura del riu Muga, a imatge de la que uns anys abans s'havia construït a la propera Santa Margarida (Roses). Finalment el projecte va ser aprovat per l'Ajuntament de Castelló d'Empúries el 1967 després de vèncer moltes resistències, i quan ja s'havien construït els canals i els carrers sense permisos municipals. Quatre anys després, el 1971 es va iniciar la construcció del Nàutic Almatà prop de la desembocadura del riu Fluvià. El 1976, davant l'èxit del model Empuriabrava, es va desenvolupar un projecte semblant, que pretenia ocupar tota la zona de les Llaunes, entre els rius Muga i Fluvià, amb el propòsit de convertir tota aquesta àrea en una altra gran marina residencial que va ser batejada Port Llevant, i que hauria significat de facto la desaparició del càmping. El projecte no va arribar a materialitzar-se a causa de la mobilització de grups ecologistes com ara el Grup de Defensa dels Aiguamolls Empordanesos (GDAE) que va aconseguir conscienciar a amplis sectors de la societat civil mitjançant ocupacions, mobilitzacions, exposicions divulgatives i campanyes de recollida de signatures. El 1981 la Generalitat va suspendre el Pla general urbanístic de Castelló d'Empúries que regulaba Port Llevant i va expropiar els terrenys que van ser declarats Paratge Natural d'Interès Nacional el 1983, i Parc Natural el 1985.
Un altre projecte, Fluvià Nàutic, va prosperar encara que parcialment. S'havia projectat entre la desembocadura del riu Fluvia i el rec Sirvent on es van arribar a construir alguns canals, un petit port esportiu, i l'estructura del primer hotel del complex. Les obres que s'havien iniciat a principis dels anys 1980, van quedar abandonades perquè l'empresa que les executava, era una filial de l'expropiada Rumasa. El 2001 VLV, una empresa de Navarra que havia adquirit els terrenys recuperats pels seus antics amos després del fracàs de Fluvià Nàutic, va decidir reprendre l'antic projecte. Els ecologistes van recuperar l'esperit de les campanyes que als anys 1970 van iniciar en defensa dels Aiguamolls i a conseqüència de la pressió popular, van aconseguir que es requalifiqués aquesta zona com no urbanitzable, i que s'integrés al Parc Natural. El 2005 es va demolir l'estructura que en el seu moment es va aixecar a Fluvià Nàutic. Per poder consolidar aquest nou espai i unir-ho a la Reserva de les Llaunes, es va especular amb la possibilitat de traslladar el Nàutic Almatà a una altra zona, àdhuc tractant-se d'una actuació de difícil execució. Des de 2010, l'activitat del Nàutic Almatà va quedar regulada (en el seu emplaçament original) pell Pla Especial de Protecció dels Aiguamolls de l'Empordà com a zona d'acampada dins la Reserva Natural. El 2012 encara no s'ha restaurat l'antic espai on es va projectar el complex Fluvià Nautic.

## Àrea navegable
La canalització i l'amplària del Rec Sirvent, plenament integrat amb el Nàutic Almatà en el seu tram inferior i abans de la seva connexió amb el riu Fluvià, facilita el trànsit d'embarcacions de mida petita i la sortida directa al mar des dels embarcadors i amarradors disponibles dins de les instal·lacions del càmping. Com a conseqüència de l'impacte que aquesta activitat i les derivades de l'ús del riu des de Sant Pere Pescador, podria ocasionar en aquesta zona d'alt valor ecològic, l'Agència Catalana de l'Aigua (ACA), el novembre de 2005 va establir els criteris d'ordenació i regulació dels usos recreatius i la protecció del medi físic en la part deltaica del riu Fluvià.
Al maig del 2010 l'ajuntament de Sant Pere Pescador, publicava el Pla d'Usos del riu Fluvià dins del seu àmbit municipal, establint una classificació de l'espai fluvial en funció de la dinàmica hidrològica, de les característiques dels marges del riu, i de la vegetació, a aquest efecte de determinar els usos admesos a cada zona, i a l'espera de la Planificació de l'Espai Fluvial (PEF) del Fluvià, en curs de realització per part de l'ACA i encara no finalitzat en aquesta data. El Pla d'Usos estableix els tipus d'embarcació admesos a cada zona i els punts d'abalisament. En la zona del rec Sirvent i la seva confluència amb el Fluvià al costat del Nàutic Almatà i fins a la seva bifurcació amb el rec de Cap de Terme fitat per balises, es permet l'ús d'embarcacions de rem i de motor.

## Espai protegit
En tres etapes el 1983 i el 1985 es va establir un marc legislatiu per preservar i millorar aquest ecosistema natural únic, i per fer-ho compatible amb el desenvolupament econòmic de la zona, sense el qual el primer no tindria validesa. Així, el Nàutic Almatà va quedar completament immers a la zona de protecció declarada paratge natural d'interès nacional (Polígon II) adjacent a la Reserva Integral II.
L'any 1992 La Unió Europea va edictar la directiva relativa a la conservació dels hàbitats naturals i de la fauna i flora silvestre que va conduir a la creació de la Xarxa Natura 2000 i els Llocs d'Importància Comunitària. L'any 2006 el Govern de la Generalitat va definir la proposta de la xarxa Natura 2000 per a Catalunya. Els Aiguamolls van ser reconegudes com a Espai d'Importància Comunitària va ser designats Zona d'especial protecció per a les aus i Zona Especial de Conservació. Finalment al novembre de 2010 es va aprovar el Pla Especial de Protecció del Medi Natural i del paisatge dels Aiguamolls de l'Empordà. Aquí es definien els aspectes globals i estratègics d'ordenació d'aquest espai protegit mitjançant el qual es distribueix tota la superfície del Parc Natural, i per primera vegada es regula l'àmbit d'actuació de les zones d'acampada. Es va establir la zonificació de l'espai en el seu àmbit terrestre, mitjançant la qual el Nàutic Almatà va quedar integrat dins de la Reserva Natural II (Les Llaunes). En aquesta zona d'especial protecció, es va disposar una regulació específica del litoral a la platja de Can Comes que impedeix cada any l'accés a la mateixa entre l'1 d'abril i el 30 de juny (període de nidificació d'aus), just en el límit del Nàutic Almatà amb la Reserva Natural Integral II, i fins a la desembocadura del riu Muga, prop de la urbanització d'Empuriabrava.